# Douglas Lute

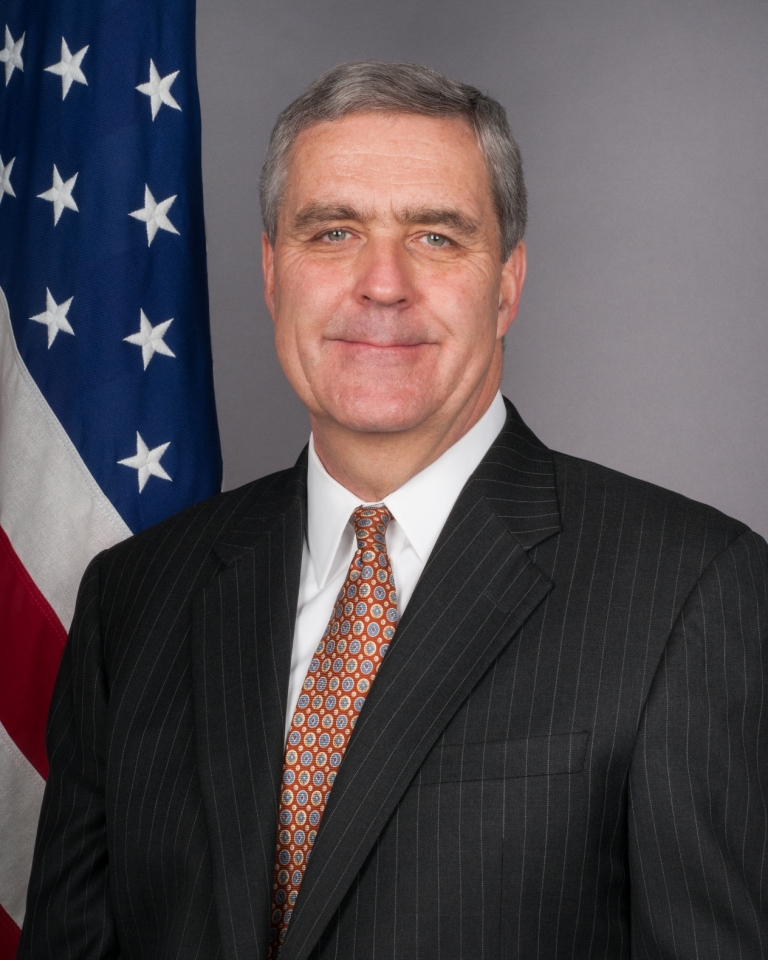
Douglas Lute (2013)

Douglas Edward Lute (* 3. November 1952 in Michigan City, Indiana) ist ein ehemaliger Soldat der US-Streitkräfte und von 2013 bis 2017 Ständiger Vertreter der Vereinigten Staaten bei der NATO im Rang eines Botschafters.
Der ehemalige Generalleutnant der US Army führte von 2007 bis 2009 unter der Regierung von US-Präsident George W. Bush das neugeschaffene Amt des Assistant to the President and Deputy National Security Advisor for Iraq and Afghanistan (dt. etwa: „Assistent des Präsidenten und stellvertretender Nationaler Sicherheitsberater für Irak und Afghanistan“).

## Militärische Laufbahn

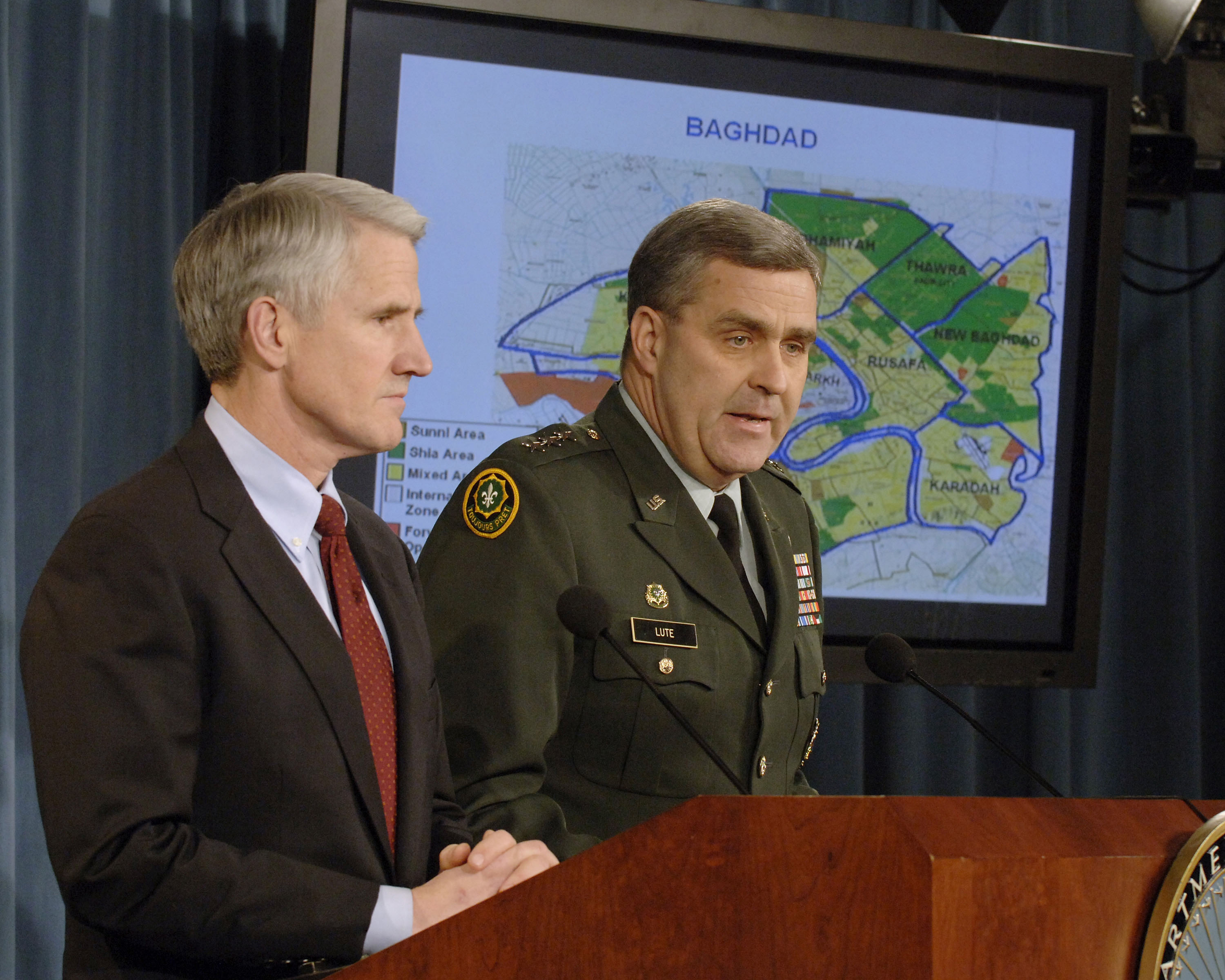
Douglas Lute mit Assistant Secretary of State Mark Kimmitt auf einer Pressekonferenz (2007).

Lute schloss 1975 die US-Militärakademie in West Point ab. Seine erste Verwendung war das Kommando über den C Troop des 2. gepanzerten US-Kavallerieregiments in Bindlach bei Bayreuth in Deutschland. Er hat einen Master der John F. Kennedy School of Government an der Harvard University und unterrichtete in West Point am Institut für Sozialwissenschaften.
Nach der Absolvierung des Staff College der British Army kehrte er als Operationsoffizier zum 2. gepanzerten Kavallerieregiment zurück und diente dort sowohl auf Bataillons- als auch Regimentsebene. Von 1990 bis 1991 war er mit dem Regiment während des Zweiten Golfkriegs, der Operation Desert Storm, in Saudi-Arabien und dem Irak eingesetzt. Danach diente er im Stab des Chief of Staff of the Army Gordon R. Sullivan.
Nach dieser Stabsverwendung befehligte Lute von 1992 bis 1994 die 1. Schwadron des 7. Kavallerieregiments in Fort Hood (Texas). Im Anschluss daran wurde er ins Verteidigungsministerium versetzt und diente dort im Direktorat für Strategische Planung und Richtlinien (J-5) des Joint Staff. Er hatte zudem einen Lehrauftrag (Fellowship) des War College beim Think-Tank Atlantic Council in Washington.
Von 1998 bis 2000 befehligte er das 2. US-Kavallerieregiment des XVIII. US-Luftlandekorps in Fort Polk (Louisiana). Anschließend war er 14 Monate lang ausführender Assistent des Vorsitzenden der Joint Chiefs of Staff, Henry H. Shelton, bevor er abermals nach Deutschland versetzt wurde, um dort den Posten des assistierenden Divisionskommandeurs der 1. US-Infanteriedivision zu übernehmen. Im Jahr 2002 befehligte er für sechs Monate die multinationale Brigade Ost der KFOR im Kosovo und übernahm im Januar 2003 die Position des stellvertretenden Direktors für Operationen des US European Command (EUCOM) in Stuttgart-Vaihingen. Im Juni 2004 wurde er dann zum US Central Command (CENTCOM) auf die MacDill Air Force Base nach Florida versetzt und übernahm dort für mehr als zwei Jahre, bis 2006, den Posten des Direktors für Operationen (J-3). In diese Zeit fallen Gefechtseinsätze der US-Truppen im Irakkrieg und in Afghanistan sowie andere Einsätze im Mittleren Osten, in Zentralasien und am Horn von Afrika. Anschließend kehrte er nach Washington D.C. zurück und übernahm dort ab September 2006 das Direktorat für Operationen (J-3) des Joint Staff.
Am 15. Mai 2007 wurde Lute von US-Präsident George W. Bush für das neugeschaffene Amt des Assistant to the President and Deputy National Security Advisor for Iraq and Afghanistan nominiert. In den US-Medien wurde er daher in der Folge als „Kriegszar“ bezeichnet. Seine Aufgabe soll dabei die Koordination der Einsätze bzw. der Strategien des US-Militärs im Irakkrieg und im Krieg in Afghanistan sein. Lute unterstand in dieser Funktion Stephen Hadley, dem Nationalen Sicherheitsberater. Im Gegensatz zu Hadley sollte Lute direkte Weisungsbefugnis an alle Teilstreitkräfte und das US-Verteidigungsministerium haben, obwohl die neue Stelle nur die eines Lieutenant Generals war und die regionalen Kommandeure damit ranghöher als er waren. Seiner Nominierung ging eine längere Kandidatensuche voraus. Präsident Bush hatte vor der Nominierung von Lute mindestens drei bereits pensionierte Generäle gebeten, diese Position zu übernehmen, die jedoch alle ablehnten. Der Nominierung stimmte der US-Senat am 28. Juni zu. Mit der Vereidigung von Donald Trump und der damit einhergehenden neuen Regierung gab er das Amt des Botschafters bei der NATO am 20. Januar 2017 ab.
Den Arbeitsfokus auf Afghanistan und den Irak behielt Lute unter dem 2009 neugewählten US-Präsidenten Barack Obama, jedoch mit der Abwandlung, dass Lute nicht mehr dem Präsidenten persönlich vorträgt, sondern zum Stab des Nationalen Sicherheitsberaters James L. Jones gehört.

## Sonstiges
Douglas E. Lute ist mit der früheren UN-Angestellten Jane Holl Lute verheiratet, die von April 2009 bis April 2013 als stellvertretende Ministerin für Innere Sicherheit (Deputy Secretary of Homeland Security) amtierte. Zusammen haben sie zwei Töchter.

## Auszeichnungen
Auswahl der Dekorationen, sortiert in Anlehnung der Order of Precedence of Military Awards:
- Defense Distinguished Service Medal
- Defense Superior Service Medal (4 ×)
- Legion of Merit (2 ×)
- Bronze Star
- Defense Meritorious Service Medal
- Meritorious Service Medal (5 ×)
- Joint Service Commendation Medal
- Army Commendation Medal (3 ×)
- Army Achievement Medal